# Шашик-оглы, Нодар Изетович
Нодар Шашик-оглы (азерб. Nodar Şaşıqoğlu; 13 марта 1927, Батуми — 12 апреля 2013, Баку) — азербайджанский драматический актёр театра и кино. Народный артист Азербайджанской ССР (1983). С 2003 года — актёр Русского драматического театра имени Самеда Вургуна.
Племянник азербайджанского актёра Ульви Раджаба.

## Биография
Приобрёл широкую известность благодаря исполнению главной роли в фильме «На дальних берегах» — роли Мехти Гусейнзаде (Михайло). В 1962—1969, 1970—1973, 1981—1984 годах был актёром Александринского театра драмы им. А. С. Пушкина. С 2003 года актёр Азербайджанского государственного русского драматического театра имени Самеда Вургуна. Похоронен на II Аллее почётного захоронения в Баку.

## Роли в театре
- Дон Гуан — «Маленькие трагедии» А. Пушкина
- Кшиштоф Максимович — «Час Пик» Е. Ставинского
- Софокл\Ануй — «Антигона» Софокла
- Клямрот — «Перед заходом солнца» Г. Гауптмана
- Багратион — «Фельдмаршал Кутузов»
- Гай Гисборн - «Художник из Шервудского леса» Сергей Евлахишвили
- Гильберт — «Мария Тюдор» В. Гюго

### Театр имени Самеда Вургуна
- Сорин — «Чайка», А. Чехова
- Лир — «Король Лир», У. Шекспира

## Фильмография

### Актёр
1. 1953 — Великий воин Албании Скандербег — сын султана
2. 1954 — Андриеш — богатырь Войнован
3. 1955 — Мексиканец — эпизод
4. 1955 — Шарф любимой — джигит Эльдар Абуков
5. 1958 — Её большое сердце —  лётчик Мансур
6. 1958 — На дальних берегах — Мехти Гусейнзаде (Михайло)
7. 1959 — Настоящий друг — капитан рыболовецкого сейнера Фарман
8. 1960 — Маттео Фальконе — Маттео Фальконе
9. 1960 — Утро — Мешади Азизбеков
10. 1961 — Наша улица — Мехти Гусейнзаде
11. 1961 — Лейли и Меджнун — Гейс (Меджнун)
12. 1962 — Телефонистка — Закир
13. 1966 — Маленькие трагедии — дон Гуан
14. 1968 — Сыны Отечества — Искандер Салимов, узник концлагеря (дублирует А. Толбузин)
15. 1969 — Смерть Вазир-Мухтара — Ходжа-Аббас
16. 1970 — Кум Моргана — эпизод
17. 1970 — Угол падения — Раков
18. 1977 — Скажи, что любишь меня — Нодар (озвучивает Олег Мокшанцев)
19. 1977 — Бухта радости — Николаев (озвучивает Олег Мокшанцев)
20. 1979 — Ярость (телеспектакль) — Долинский
21. 1980 — Тегеран-43 — эпизод
22. 1981 — На Гранатовых островах — эпизод
23. 1983 — Клятвенная запись — Григорий Потёмкин

### Озвучивание
1. 1966 — Поэма двух сердец — Мурад-Али (роль Б. Ватаева)
2. 1972 — Фламинго, розовая птица — Фазилов (роль Г. Турабова)

## Награды
- Орден «Слава» (2007)
- Народный артист Азербайджанской ССР (1983)
- Заслуженный артист Азербайджанской ССР (1962)
- Премия «Золотой дервиш» (2006)
- Золотая медаль «Театральный деятель»[азерб.] (2006, Союз театральных деятелей Азербайджана)[8]
- Персональная стипендия Президента Азербайджанской Республики (2002)[9]